# Загублене місто Z (книга)
«Загублене місто Z: Історія убивчої одержимості в Амазонці» (англ. The Lost City of Z: A Tale of Deadly Obsession in the Amazon) — дебютна документальна книга американського письменника Девіда Гранна. У ній розповідається історія британського дослідника Персі Фосетта, який у 1925 році зник разом зі своїм сином у басейні Амазонки під час пошуків стародавнього втраченого міста. Протягом багатьох десятиліть, дослідники та науковці намагалися знайти докази існування загубленого міста Z. Понад 100 людей загинули або зникли безвісти у пошуках Фосетта протягом багатьох років. Гранн здійснив власну подорож до Амазонки, відкривши нові свідчення про смерть Фосетта, і показуючи, що Z, можливо, дійсно існував прямо у нього під ногами.
Книгу перекладено більш як на 25 мов.

## Кухіґу
Спочатку у своїй статті 2005 року «Втрачене місто Z», а потім у книзі, яку він розробив і опублікував з тією ж назвою, Девід Гранн повідомив про розкопки археолога Майкла Хекенбергера на місці в регіоні Амазонки Сінгу, яке може бути довгостроковим. чутки про втрачене місто. Руїни були оточені кількома концентричними круглими ровами зі свідченнями частоколів, які були описані у фольклорі та усній історії сусідніх племен. Хекенбергер також знайшов докази дерев’яних конструкцій і доріг, що прорізають джунглі. Чорна індійська земля показала докази того, що люди додавали до ґрунту добавки, щоб підвищити її родючість для підтримки сільського господарства.   
Мабуть, найбільш інтригуючими були прямі паралелі між місцем, яке називають Кухікугу, і племенами цього району. Методи гончарного виробництва залишалися майже ідентичними, і племена дотримувалися дієти, яка забороняла кілька джерел їжі, що вражає, враховуючи давнє переконання, що такі заборони означатимуть смерть у суворих тропічних лісах. Сучасні села викладені за візерунками, подібними до тих, які можна побачити на трьох місцях стародавніх міст.

## Нагороди та списки
- Бестселер New York Times (нон-фікшн, 2009)
- Baillie Gifford Prize, шорт-лист (2009)
- Найкращі книги року Amazon (№58, 2009)
- Publishers Weekly’s Top 10 Best Books: 2009
- Publishers Weekly's Best Books: 2009
- New York Times Notable Book of the Year (нон-фікшн, 2009)
- ALA Notable Books for Adults (2010)
- Indies Choice Book Award (нон-фікшн, 2010)
- Globe and Mail Best Book (Travel 2009)
- The Essential Man's Library: 50 Non-Fiction Adventure Books
- Christian Science Monitor Best Book (нон-фікшн, 2009)

## Кіноадаптація
Режисером фільму став Джеймс Грей, який також написав сценарій. Головні ролі виконали Чарлі Ганнем, Сієна Міллер і Роберт Паттінсон.